# Мадам Сатана
Эта статья — о фильме. О персонаже комиксов см. Мадам Сатана (персонаж).

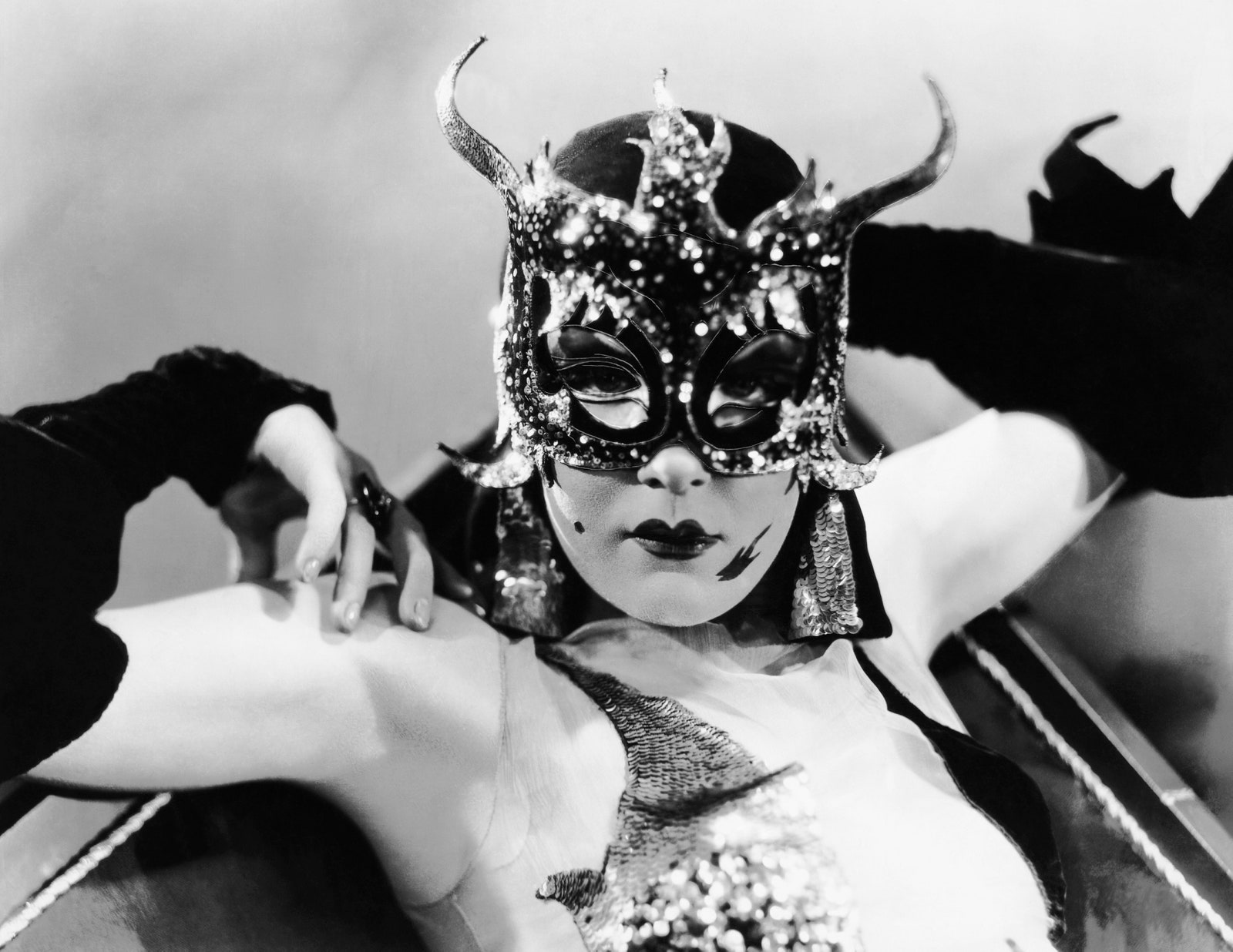
Кэй Джонсон — исполнительница главной роли.

«Мадам Сатана» (англ. Madam Satan) — американская чёрно-белая музыкальная комедия 1930 года эротического поджанра.

## Сюжет
Светская львица Анджела Брукс узнаёт, что её муж Боб встречается с другой женщиной. Пара разъезжается, но Анджела сразу же начинает сожалеть, что потеряла своего мужчину. Она встречается с соперницей, Трикси, которая «понимает, чего хочет мужчина в женщине, и пока она даёт это Бобу, он останется с ней». Анджела воспринимает это как вызов и говорит, что сможет превзойти всё, на что способна Трикси.
Джимми Уэйд, друг Боба, устраивает шикарный бал-маскарад на борту пришвартованного дирижабля-цеппелина. Чтобы вернуть расположение своего мужа, Анджела решает посетить этот званый вечер в образе таинственной женщины-дьявола, «мадам Сатаны», рассчитывая «приворожить его обратно». Скрытая под маской и одетая в соблазнительное платье, которое открывает больше, чем прикрывает, Анджела находит своего заблудшего мужа и начинает «преподавать ему урок».
К негодованию Трикси, Боб действительно околдован Анджелой в её образе женщины-дьявола, совсем не похожей на холодную и скромную супругу, которую он оставил дома. На балу исполняется несколько экзотических музыкальных номеров. Вскоре разражается сильная гроза, и дирижабль, повреждённый и отшвартовавшийся, теперь находится под угрозой разрушения. Начинается паника, капитан приказывает всем гостям прыгать с парашютом на землю.
К тому времени Анджела разоблачена Бобом, который возмущается её обманом, но отдаёт ей свой парашют и отправляется на поиски другого для Трикси, так как она не может себе его найти. Анджела вымогает у Трикси обещание оставить Боба в покое в обмен на свой парашют.
Вернувшийся Боб повторно отдаёт свой парашют Анджеле, она прыгает и удачно приземляется прямо на сиденье кабриолета, в котором целуется какая-то пара. Боб планирует на куске развалившегося дирижабля в городской пруд. Джимми после прыжка оказывается на дереве посреди львиного вольера в зоопарке. Трикси приземляется, через открытую крышу, в турецкую баню, полной мужчин в полотенцах, которые, при её появлении, сильно стесняются и пытаются прикрыться.
На следующий день Анджела, которая цела и невредима, и Боб, у которого рука на перевязи, мирятся. Их друг семьи, Джимми Уэйд, присутствует при примирении, он забинтован с головы до ног.

## В ролях

### В порядке перечисления в титрах
- Кэй Джонсон — Анджела Брукс (Мадам Сатана)
- Реджинальд Денни[англ.] — Боб Брукс
- Лиллиан Рот — Трикси
- Роланд Янг — Джимми Уэйд
- Эльза Петерсон — Марта, служанка
- Джек Кинг — Герман
- Эдди Принц — Бифф
- Бойд Ирвин[англ.] — капитан дирижабля
- Уоллес Макдональд[англ.] — первый помощник
- Тайлер Брук[англ.] — Ромео
- Инез Сибери — Бейбо
- Теодор Кослофф — «Электричество»
- Джуланна Джонстон — мисс «Боевая рубка»
- Марта Слипер — «Девушка-Рыба»
- Дорис Макмэхон — «Вода»
- Вера Марш[англ.] — «Зов предков»[2]
- Альберт Конти[англ.] — «Имперский офицер»
- Эрл Аскам — пират
- Рина Де Лигуоро[англ.] — «Испания»
- Кэтрин Ирвинг — «Паучиха»
- Лотус Томпсон[англ.] — Ева
- Эйлин Рэнсом — «Победа»
- Эйб Лайман[англ.] и его муз. группа — в роли самих себя

### В титрах не указаны
- Уилсон Бендж — дворецкий дирижабля
- Аллан Лейн[англ.] — мажордом дирижабля
- Бад Гири[англ.] — член экипажа дирижабля
- Мэри Карлайл — «Маленькая Бо-Пип»
- Филлис Крейн[англ.] — девушка в припаркованном автомобиле
- Эдвардс Дэвис[англ.] — «Генрих VIII»
- Сесил Блаунт Демилль — радиоведущий новостей (только голос)[3]
- Кэтрин Демилль — отдыхающая гостья на дирижабле[4]
- Энн Дворак — отдыхающая гостья на дирижабле
- Джун Найт[англ.] — отдыхающая гостья на дирижабле
- Нора Лейн — отдыхающая гостья на дирижабле
- Энн Сотерн — отдыхающая гостья на дирижабле
- Дейв О’Брайан[англ.] — отдыхающий гость на дирижабле
- Бетти Франциско — «Маленькая Красная шапочка»
- Лоример Джонстон[англ.] — дворецкий
- Уилфред Лукас[англ.] — «Римский сенатор»
- Луи Нато[англ.] — «Арабский принц»
- Дороти Вернон[англ.] — Мэгги, повариха

## Музыка
В фильме исполняется ряд примечательных музыкальных номеров, сопровождаемых танцами. В частности, явно прослеживается связь с французской короткометражной лентой «Механический балет» 1924 года.
Эйб Лайман и его музыкальная группа выступили в роли самих себя, снявшись в картине.
Режиссёр фильма, Сесил Демилль, взял хореографом ленты известного Теодора Кослоффа, однако этому воспротивилась MGM, которая настояла на участии в этом качестве Лероя Принца. Демиллю пришлось подчиниться, однако Кослофф исполнил в ленте яркую эффектную роль танцора «Электричество».

## Производство и показ
«Мадам Сатана» считается единственным мюзиклом Сесила Демилля, и одним из его крайне редких провалов. После этой ленты режиссёр адаптировал и усовершенствовал методы съёмок, усвоенные во время её создания. Он более никогда не возвращался к музыкальному жанру и никогда больше не выпускал фильмы, столь безнадёжно оторванные от своей аудитории.
Фильм является чёрно-белым, но с несколькими multicolor-вставками — в то время цветные фильмы были ещё редкостью.
Основную часть сценария картины написала Джини Макферсон, затем Демилль захотел, чтобы его дополнила писательница Дороти Паркер, известная своим едким юмором, остротами и проницательностью в отношении пороков городской жизни XX века. Однако на тот момент Паркер жила во Франции, и режиссёр решил, что такое трансконтинентальное сотрудничество обойдётся ему слишком дорого, и отказался от этой мысли. Тогда для шлифовки сценария Демилль обратился к певице, актрисе и сценаристке Элси Дженис. Она начала работу, сделала ряд ярких изменений и дополнений, но вскоре покинула проект из-за творческих разногласий: как позднее писали кинокритики, ей «не понравилось направление, в котором развивался сценарий». Также участие в этой работе принимала сценаристка-драматург Глэдис Буханан Анджер.
В связи с эротизмом фильма, работу Демилля контролировал голливудский цензор. На ходу корректировались сцены: маскарадные костюмы девушек менялись на менее откровенные; фиговые листья увеличивались в размерах; целая сцена, в которой Трикси показана в прозрачной ночной рубашке, потому что ей «нечего скрывать», была удалена полностью. В итоге цензурный совет пропустил фильм на экраны без сокращений.
На главную мужскую роль первоначально рассматривался Томас Миган, но незадолго до начала съёмок он был заменён Реджинальдом Денни. На главную женскую роль Демилль пригласил кинозвезду Глорию Свенсон, но её любовник и деловой партнёр Джозеф Кеннеди убедил её отказаться от съёмок в этой картине.
Художником-постановщиком ленты выступил Седрик Гиббонс — дизайнер статуэтки «Оскар».
На съёмки фильма было отведено 70 дней, однако он был снят за 59: с 3 марта по 2 мая 1930 года. Бюджет фильма составил почти миллион долларов, и известно, что «Мадам Сатана» была самой дорогой лентой MGM 1930 года, и оставалась таковой до 1934 года, когда на экраны вышла картина «Весёлая вдова».
Премьера фильма состоялась 12 сентября 1930 года (только в городе Канзас-Сити штата Миссури), 20 сентября он вышел по всей стране. В 1931 году лента официально была показана в Австрии, Германии, Франции, Австралии, Дании и Финляндии, в 1932 году — в Португалии.
«Мадам Сатана» вышла в то время, когда американские театры были перенасыщены мюзиклами, и поэтому потерпел ощутимый кассовый провал.

## Восприятие и критика
- «… музыкальная фантазия, подобной которой вы никогда не видели…»[12]
- Pre-Code.com: «Фильм, спотыкаясь, мечется по жанрам, начиная с постельного фарса, переходя к мюзиклу в стиле ар-деко и заканчивая полноценным фильмом-катастрофой… Множество музыкальных номеров, хотя каждый из них менее понятен, чем предыдущий…»[1]
- Один из самых странных фильмов Демилля и, безусловно, один из самых странных фильмов MGM, снятых в «золотой век Голливуда».
- Мордон Холл, The New York Times: «Неумелая история с элементами комедии, которые скорее утомительны, чем смехотворны… Фильм представляет собой странное скопление нереальных происшествий, которые иногда излагаются с немалым техническим мастерством…»
- Los Angeles Times: «Общее впечатление от картины Демилля: в ней слишком много в одном ключе. Переизбыток звука надоедает и оставляет человека утомлённым. Кроме того, во всём результате есть зрелищность, которая отбрасывает в сторону всё, что приближается к осуждению…»
- The Film Daily[англ.] отметила в своём обзоре излишества постановки, в том числе её экстравагантные производственные ценности и частое использование «рискованных линий» в диалогах. Статья в ней имела подзаголовок заглавными буквами: TYPICAL DE MILLE ORGY OF SPECTACULAR SETTINGS AND COSTUMES WITH 'HOT' LINES THAT KILL IT FOR FAMILY TRADE[13].
- «Это грандиозная мелодрама с высоким бюджетом, но как таковая она часто упускает суть. Любимица Демилля Кэй Джонсон неубедительна в образе мадам Сатаны. Демилль использует слишком много всего просто потому, что может. Есть замечательные моменты, несколько хороших диалогов и забавных ситуаций, но это всего лишь изюминки в слишком тяжелом пироге. Ясно, что Демилль хотел дистанцироваться от фильмов, которые он обычно снимал, но здесь он слишком перегнул палку…»[9]